# Sexualidad en la tercera edad

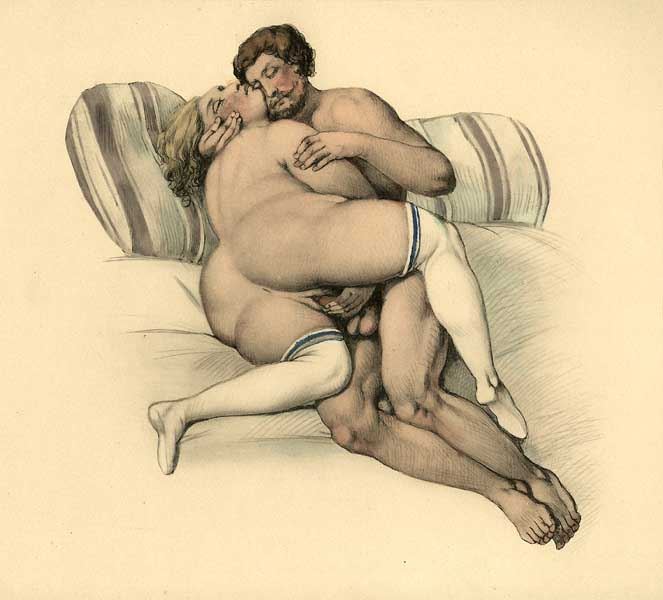
Pintura de pareja de la tercera edad teniendo sexo.

La sexualidad en la tercera edad tiende a ser poco considerada. Esto se puede explicar a partir de las falsas creencias que se tienen a nivel social sobre la sexualidad en la tercera edad. Una de las principales supone que los adultos mayores no tienen capacidades fisiológicas para mantener relaciones sexuales. Asimismo, se asume que los adultos mayores pierden interés en las actividades sexuales, puesto que debido a la edad la satisfacción sexual ha disminuido. [cita requerida]
Ninguna de estas creencias es cierta, ya que en primer lugar la mayoría de adultos mayores sí son capaces de mantener actos sexuales, ya que conservan la fisiología del placer sexual. A pesar de que se pueden presentar ciertas limitaciones físicas, estas pueden ser tratadas o sobrellevadas, por lo que la desaparición de la actividad sexual no es justificada por estos cambios. Asimismo, respecto a la segunda creencia, muchos adultos mayores mantienen un interés en los actos sexuales, presentándose en ellos deseo sexual. Si bien es cierto que algunos adultos mayores expresan haber perdido su interés sexual o una disminución de ella, la satisfacción de la actividad sexual tiende a permanecer en la tercera edad. Como se puede observar, se presentan ciertas preconcepciones sobre la tercera edad que no corresponden a la realidad y que son compartidas socialmente. Estas falsas creencias pueden influir en las representaciones que tienen los adultos mayores sobre sí mismos, afectando su propia sexualidad.

## Sexualidad y la necesidad sexual
La sexualidad es una motivación básica que dirige e intensifica la conducta de los seres humanos y que se encuentra basada en el deseo sexual, el cual es un impulso personal influido tanto por estímulos externos (estímulos asociados con la sexualidad) como internos (pensamientos). Los seres humanos somos seres sexuados, por lo que a lo largo del ciclo vital presentamos excitación, placer sexual y deseo. De esta manera, aunque no se tenga actividad sexual, la tendencia motivadora de la sexualidad se mantiene en el individuo.
Por lo tanto, en la tercera edad no se presenta una pérdida del deseo sexual y a pesar de ciertos cambios fisiológicos, la sexualidad no pierde su complejidad. Durante esta etapa, la actividad sexual puede tener particulares contenidos afectivos y motivaciones sin descartar el deseo. Con ello, las relaciones sexuales en la tercera edad se encuentran relacionadas con el encuentro interpersonal y que se puede explicar a partir de una de las tres necesidades interpersonales características de esta etapa, la necesidad sexual. Se entiende por necesidad sexual aquella necesidad, en la que se buscan las manifestaciones de afecto (besos, caricias, abrazos), la intimidad corporal, la excitación, el deseo, el sentirse deseado y el placer sexual y de intimidad emocional. Así, no se reduce el sexo a la genitalidad, sino es importante entender la necesidad de contacto en la actividad sexual.
No obstante, los adultos mayores pueden atravesar ciertas dificultades para satisfacer esta necesidad, ya que muchos de ellos pueden perder a su pareja, por lo que también se podría dar la pérdida de su compañero o compañera sexual. De esta manera, se puede presentar una soledad sexual-amorosa, es decir la falta de la necesidad de excitación, placer e intimidad corporal y emocional con otra persona. Así, el adulto mayor debe esperar nuevos vínculos para poder satisfacer la necesidad. La espera puede ser larga, ya que teniendo en cuenta que el encuentro interpersonal es fundamental en el acto sexual, se puede dar una búsqueda de la satisfacción de la necesidad a partir un vínculo significativo. No obstante, esto no significa que el adulto mayor no pueda gozar nuevamente de su sexualidad.

## Factores condicionantes

### Fisiología sexual
En las personas de tercera edad, la fisiología sexual se divide en cambios anatómicos y fisiológicos como tal, figura corporal y respuesta sexual.

#### En las mujeres
Los cambios fisiológicos y anatómicos en las mujeres de tercera edad comienzan con el fenómeno de la menopausia, debido al envejecimiento de los ovarios y la disminución en la capacidad de respuesta a los mensajes del eje hipotalámico-hipofisario a nivel cerebral. La edad normal del comienzo de la menopausia oscila entre los 45 y los 55 años, y se confirma cuando ha pasado un año sin menstruación. Asimismo, los ovarios comienzan a producir menor cantidad de estrógenos y la pérdida de la capacidad reproductora involucran, específicamente, a la vagina y la vulva, debido a que los labios mayores y menores pierden tamaño y elasticidad, el introito vaginal se estrecha, lo que ocasiona molestias y dolores en las mujeres, además la disminución en la capacidad de defenderse frente a infecciones.

No obstante, los cambios más significativos para las féminas son los que involucran la figura corporal, lo cual tiene sentido debido a la gran presión social por favorecer la juventud. Los cambios en la figura corporal se evidencian en las mujeres en la piel envejecida, la disminución de la turgencia de las mamas, en la notoria distribución distinta de la grasa (figura menos juvenil), pérdida parcial y cambio de color del cabello lo que las lleva a realizar conductas que encajen en la sociedad como teñirse el cabello, utilizar cremas, acudir a servicios de cirugía plástica, entre otros.

En cuanto a la respuesta sexual, los cambios más sobresalientes son una respuesta sexual más lenta y una menor frecuencia e intensidad en las contracciones orgásmicas.

Por todo lo anterior, cabe resaltar que todos estos cambios no implican razones fisiológicas para dejar de tener conductas sexuales coitales, ser acariciadas o masturbarse y, en general, disfrutar de una sexualidad plena.

#### En los varones
Los varones, si bien presentan claros cambios a nivel de su sexualidad, se diferencian en varios aspectos respecto a las mujeres, especialmente, en que en ellos no se produce un cambio fisiológico equivalente a la menopausia.

En cuanto a los cambios fisiológicos y anatómicos, en los hombres se evidencian en la disminución de hormonas masculinas como la testosterona, menor tamaño de los testículos y, por lo tanto, menor producción de esperma. Además, en la tercera edad, los hombres comienzan a perder vigor en la erección.

En cuanto a la figura corporal, los hombres de tercera edad manifiestan envejecimiento generalizado, especialmente de la piel y el cabello.

Por su parte, los cambios más significativos son en cuanto a la respuesta sexual, ya que se produce un mayor intervalo de tiempo para conseguir la erección y el orgasmo, para lo cual es necesario mayor estimulación táctil directa y continuada, menor vigor y estabilidad en las erecciones. Asimismo, la eyaculación es menos vigorosa y el período refractario es más largo para producir una nueva erección. Esto último podría resultar en una ventaja, ya que hace más fácil el entendimiento con las mujeres al favorecer el interés por la estimulación no necesariamente genital y disminuir la urgencia a eyacular.

Por último, es necesario recalcar que, al igual que las féminas, estos cambios a nivel fisiológico en los varones de tercera edad no impiden una satisfacción sexual plena.

### Factores sociales y culturales
El cuerpo en la especie humana no solo es significativo a nivel personal, sino que también involucra una representación que es interpretada por cada cultura, cada sociedad y cada momento histórico a partir de los cánones de belleza determinados por la misma sociedad. Los cánones de belleza son definidos, actualmente, por las industrias de belleza y moda, los productos culturales cosméticos, farmacológicos y quirúrgicos, tanto para hombres como para mujeres; sin embargo, las personas mayores pueden sufrir debido a su alejamiento por la figura corporal estética predominante en su respectiva cultura y sociedad, generándoles baja autoestima, angustia y miedo a envejecer cada vez más.

La jubilación laboral, uno de los cambios sociales más generales, debido a la avanzada edad o a las limitaciones involucradas en diversas enfermedades pueden alterar la vida social de las personas. En el caso de que la pareja de adultos tardíos vivan juntos, la jubilación laboral de uno de los miembros o de ambos los obliga a restablecer sus relaciones, a realizar cambios en ellas, debido a que pasan a estar más tiempo juntos, a estar todo el día pendientes del otro, lo cual podría significar consecuencias tanto positivas como negativas, ya que si bien, por un lado, el pasar más tiempo juntos favorecería la relación, por otro, podría significar sentimientos de atosigamiento. Por otra parte, la jubilación puede dejar aisladas a las personas de tercera edad solteras, separadas o viudas, para quienes es importante ofrecerles actividades sociales que les permita salir de su apartamiento.

Por otra parte, los afectos sexuales y amorosos como el deseo, la atracción y el enamoramiento están también determinados por la sociedad y la cultura en la que se vive.
Estos efectos sexuales cumplen la consigna de impulsar a buscar a otra persona, a encontrarse a uno mismo corporal, mental y afectivamente, no obstante, es necesario especificar que la sexualidad no implica solamente actividad sexual coital, sino que hay otros afectos que la significan.

En cuanto al deseo, en la especie humana, a diferencia de los animales, representa un factor cualitativo y, por lo tanto, no involucra únicamente una actividad sexual procreadora.
En cuanto a la atracción, esta se mantiene activa a lo largo de la vejez, aunque los modelos sociales predominantes estén más asociados a la juventud.
El enamoramiento, por su parte, supone el deseo y la atracción sexual a la vez y cambia aún dentro de la misma sociedad, cada cierto tiempo.

Finalmente, el rol de género y el rol sexual asignados por la sociedad a las personas, sobre todo, a las mujeres perjudican y crean dificultades para vivir una sexualidad plena y sentirse satisfechas. Entre esos factores se encuentran que las mujeres han sido educadas de forma más represiva y limitada en términos de moral sexual que los hombres, en donde el matrimonio es una causa obligatoria para poder tener relaciones sexuales. En ese sentido, las mujeres que se toman libertades sexuales son peor vistas que los varones que harían lo mismo. Las mujeres, además han aprendido a que deben de tomar menos la iniciativa en términos de sexualidad, incluso por temor a ser catalogadas de manera negativa.

### Factores psicológicos
En el caso de las féminas, los cambios fisiológicos asociados a la menopausia pueden venir acompañados de cambios psicológicos en términos de inestabilidad, como el nerviosismo, dificultades para dormir. Estos cambios pueden evidenciarse en conductas como cambios drásticos de humor, de emociones y sentimientos de tristeza y depresión más frecuentes.

En los hombres, por su parte, los cambios psicológicos se evidencian en el miedo a no dar la talla en la respuesta sexual de las relaciones.

El factor presente en ambos sexos a nivel psicológico es el balance de la vida, que se refiere a la revisión de los aspectos más importantes de la vida del ser humano como la salud, el trabajo, la economía, las relaciones sociales, familiares, la sexualidad y la vida amorosa, de las que podrían devenir sentimientos de satisfacción o frustración, dependiendo del bienestar alcanzado en esta evaluación.

Existen, además, factores generacionales que interactúan con los factores fisiológicos y los psicológicos propios de la edad, entre los cuales influyen el tener o no pareja sexual disponible, la historia sexual de cada persona y de cada pareja y el tiempo que se lleva en pareja.

En cuanto al tener o no pareja sexual influye, indudablemente en la actividad sexual de las personas y, específicamente, en las mujeres mayores, ya que les priva de estar activas en cuanto a su sexualidad. Una posible solución a los efectos negativos de este factor sería fomentar una regulación social y costumbres menos represivas y más libres en el caso de que las personas mayores sintieran la necesidad de organizar su vida sexual y amorosa con mayor libertad de la que tienen debido a los prejuicios sociales.

Asimismo, la historia sexual de las personas y las parejas tienen gran importancia, sobre todo si se trata de una abstinencia por un período largo de tiempo, ya que esto tiende a disminuir las capacidades fisiológicas en cuanto al deseo y el interés sexual. Un factor que podría contribuir a un estado y vida sexual favorables serían mantener una adecuada salud general, especialmente, a nivel físico.

Finalmente, el tiempo que se lleva en pareja influye en la satisfacción que se tenga a nivel de la sexualidad de las personas, debido a que ello podría causar aburrimiento, falta de motivación, habituación de los estímulos sexuales y una disminución en el deseo, la atracción y el enamoramiento que pierden intensidad a medida que avanza la edad.

## Modelos de intervención

### Modelo de riesgo
Desde este modelo, se entiende a la salud como la ausencia de enfermedad y no como un estado de bienestar y desarrollo de la calidad de vida. Por ello, lo que sugiere es evitar los riesgos asociados a la vida sexual, evitando educar a las personas a vivir su sexualidad de manera libre y responsable.
- Marco Teórico

Se basa en el modelo clínico-médico de salud, según el cual la salud es entendida como la ausencia de enfermedad. Los profesionales de sanidad solo debían intervenir para evitar enfermedades y, en caso se detecte alguna, proveer la respectiva curación. De esa forma, se deja de lado el cuidado de la sexualidad humana y todo lo que ella implica.
- Objetivos

Evitar problemas de salud asociados a la actividad sexual (sida, por ejemplo) y tratar disfunciones sexuales.
- Contenidos preferentes

Presentados de forma técnica y sin ningún sesgo moral:
1. Información técnico-profesional acerca de los riesgos y sus consecuencias personales y sociales.
2. Descripción de las prácticas sexuales de riesgo que deben ser evitadas y de aquellas consideradas como “seguras” que deberían ser adoptadas en la vida sexual.
3. Intervenciones sanitarias o terapéuticas a disfunciones sexuales.

- Metodología

Campañas publicitarias, campañas específicas con actuaciones de drogadictos, encarcelados. En el caso específico de las personas de tercera edad, las intervenciones solo ocurren a partir de la demanda del usuario.
- Los responsables o profesionales

La principal autoridad es el Ministerio de Salud o Sanidad: médicos y sanitarios.
- Evolución

En las últimas décadas, la salud ha dejado de ser considerada como ausencia de enfermedad y se ha redefinido a bienestar personal y social, lo cual implica darle mayor importancia a la educación sexual en vías de promoción de una mejor calidad de vida personal y social.
De la misma manera, se habla de actividad sexual alejada del concepto de peligro, mostrándose como un constructo más positivo que incluye términos como valor de la vida, placer, etc.
Sin embargo, la evolución sólo se ha dado en el campo de la teoría y no en el de la práctica, dado que en las instituciones de salud pública aún se mantienen al margen de la vida sexual de las personas que atienden.

### Modelo moral
Desde este modelo, se busca mantener a la sexualidad como otra funcionalidad natural del ser humano y una consecuencia del amor humano verdadero de una pareja estable para toda la vida, para formar una familia donde los hijos crezcan en un nido de amor.
- Marco teórico

Modelo basado en una concepción integral del ser humano, según la cual la sexualidad tiene sentido solo dentro de un matrimonio heterosexual y orientada a la satidafaccion mutua y a laprocreación de los hijos según el plan de Dios. De la misma forma, la educación sexual se orienta a hacerla una consecuencia natural del amor verdadero, culminada en la creación de nuevos hijos.
- Objetivos

1. Priorizar el amor sobre la lujuria.
2. Si no hay matrimonio heterosexual, se requiere la abstinencia.
3. Contrarrestar mensajes libertinos contra la familia promocionados por los grupos GLBT en los medios de comunicación.
4. Para cuidar el amor, se propone castidad antes fuera del matrimonio, además de fidelidad matrimonial después de casados.

- Contenidos preferentes

1. sublimación de las relaciones sexuales como culminación del amor
2. Culmina con la crianza de los hijos
3. Relaciones familiares fuertes basadas en vida sexual sana de los padres
4. Fomentar castidad y abstinencia fuera del amor verdadero
5. Fomentar idea de “actividad sexual fuera del matrimonio es traición al otro”

- Metodología

Trasmitida de padres a hijos.

### Modelo prescriptivo
Este modelo tiene su origen en los pensadores que pretendieron hacer una síntesis de Freud y Marx. Apareció por primera vez con el movimiento juvenil SEX-POL (sexualidad y política) creado en Viena creado por los años 30 y con Reich como su líder ideológico. Los partidarios de dicho movimiento veían la revolución sexual como una condición necesaria para la revolución social.
- Marco teórico

Su fundamentación teórica se basa en los escritos freudo-marxistas de Wilhelm Reich, quien buscaba construir una síntesis de los postulados de Freud y Marx para así proponer una teoría y práctica que se base en liberar a las personas de la opresión del capitalismo y la moral sexual represiva. De la misma forma, se sugería la idea de la necesidad de tener relaciones sexuales satisfactorias debido a que el orgasmo era considerado como necesario para la salud de las personas.
- Objetivos

Se consideraba que la información acerca de sexualidad brindada en la escuela era insuficiente. Por ello, se propuso objetivos amplios y complejos basados en la concepción de la educación sexual como una forma de concientizar acerca de la explotación y represión sexual. Además, se propuso el acceso libre a los anticonceptivos, el derecho al aborto, creación de lugares donde las personas pudieran tener relaciones sexuales libres, etc.
Al igual que con los jóvenes, se fomenta la idea de que personas de la tercera edad también tengan actividad sexual satisfactoria, al margen del estado civil y otras consideraciones sociales.
- Contenidos preferentes

1. Análisis de condiciones sociales de la población, sentido de represión sexual, la función de la familia, la propiedad y el estado.
2. Crítica a la función tradicional de la familia
3. Explicación de anatomía, fisiología y psicología del placer de la respuesta sexual humana
4. Términos: deseo, excitación, orgasmo
5. Información sobre anticoncepción y medios para llevar una vida sexual saludable

- Agentes educativos

El modelo propone a los profesores y profesionales sanitarios como aquellos que difundan la información necesaria en relación de la sexualidad, además de fomentar una visión crítica de la represión sexual.
- Metodología

Se centra en debates, exposiciones y participación activa en movimientos sociales.
- Evolución

Durante los últimos años, ha perdido influencia social. No obstante, ciertos elementos de este modelo pueden encontrarse en emergentes movimientos sociales como el feminismo y el movimiento homosexual. De igual manera, algunos sexólogos (sexología) han adoptado ideas del modelo prescriptivo.